# Salix canthiana
Salix canthiana är en videväxtart som beskrevs av Kern.. Salix canthiana ingår i släktet viden, och familjen videväxter. Inga underarter finns listade i Catalogue of Life.